# Rajd Manx International 1996
Rajd Manx International 1996 (34. Manx International Rally) – 34. edycja rajdu samochodowego Rajd Manx rozgrywanego w Wielkiej Brytanii. Rozgrywany był od 12 do 14 września 1996 roku. Była to trzydziesta ósma runda Rajdowych Mistrzostw Europy w roku 1996 (rajd miał najwyższy współczynnik - 20) oraz piąta runda Rajdowych Mistrzostw Wielkiej Brytanii. Składał się z 30 odcinków specjalnych.

## Klasyfikacja rajdu
| Miejsce                       | Kierowca                     | Pilot                        | Samochód                      | Czas                         | Strata                       |                              |
| Klasyfikacja generalna i ERC  | Klasyfikacja generalna i ERC | Klasyfikacja generalna i ERC | Klasyfikacja generalna i ERC  | Klasyfikacja generalna i ERC | Klasyfikacja generalna i ERC | Klasyfikacja generalna i ERC |
| ----------------------------- | ---------------------------- | ---------------------------- | ----------------------------- | ---------------------------- | ---------------------------- | ---------------------------- |
| 1.                            | Armin Schwarz                | Denis Giraudet               | Toyota Celica GT-Four (ST205) | 3:20:53                      | 0.0                          |                              |
| 2.                            | Mark Higgins                 | Phil Mills                   | Nissan Sunny GTi              | 3:25:26                      | +4:33                        |                              |
| 3.                            | Kurt Göttlicher              | Josef Pontinger              | Ford Escort RS Cosworth       | 3:34:07                      | +13:14                       |                              |
| 4.                            | Martin Rowe                  | Nicky Beech                  | Volkswagen Golf III GTi 16V   | 3:35:08                      | +14:15                       |                              |
| 5.                            | Aleksandr Potapov            | Safoniy Lotko                | Subaru Impreza 555            | 3:40:37                      | +19:44                       |                              |
| 6.                            | Andy Blair                   | Jez Kemp                     | Ford Escort RS Cosworth       | 3:43:34                      | +22:41                       |                              |
| 7.                            | Sergey Alyasov               | Viktor Timkovskiy            | Opel Astra GSi 16V            | 3:44:40                      | +23:47                       |                              |
| 8.                            | Nigel Cannell                | Michaela Cannell             | Vauxhall Astra GSI 16V        | 3:44:51                      | +23:58                       |                              |
| 9.                            | Julian Porter                | Julia Rabbett-Barkley        | Mitsubishi Lancer Evo III     | 3:45:12                      | +24:19                       |                              |
| 10.                           | Sean Campbell                | David Gray                   | Subaru Impreza WRX            | 3:45:17                      | +24:24                       |                              |
| Mistrzostwa Wielkiej Brytanii |                              |                              |                               |                              |                              |                              |
| 1.                            | Mark Higgins                 | Phil Mills                   | Nissan Sunny GTi              | 3:25:26                      | 0.00                         |                              |
| 2.                            | Martin Rowe                  | Nicky Beech                  | Volkswagen Golf III GTi 16V   | 3:35:08                      | +9:42                        |                              |
| 3.                            | Andy Blair                   | Jez Kemp                     | Ford Escort RS Cosworth       | 3:43:34                      | +18:08                       |                              |
| 4.                            | Sergey Alyasov               | Viktor Timkovskiy            | Opel Astra GSi 16V            | 3:44:40                      | +19:14                       |                              |
| 5.                            | Nigel Cannell                | Michaela Cannell             | Vauxhall Astra GSI 16V        | 3:44:51                      | +19:25                       |                              |
| 6.                            | Julian Porter                | Julia Rabbett-Barkley        | Mitsubishi Lancer Evo III     | 3:45:12                      | +19:46                       |                              |
| 7.                            | Sean Campbell                | David Gray                   | Subaru Impreza WRX            | 3:45:17                      | +19:51                       |                              |